# Tasiocera wilhelminae
Tasiocera wilhelminae är en tvåvingeart som beskrevs av Alexander 1961. Tasiocera wilhelminae ingår i släktet Tasiocera och familjen småharkrankar. Inga underarter finns listade i Catalogue of Life.